# Lista dzieł Jana Kochanowskiego

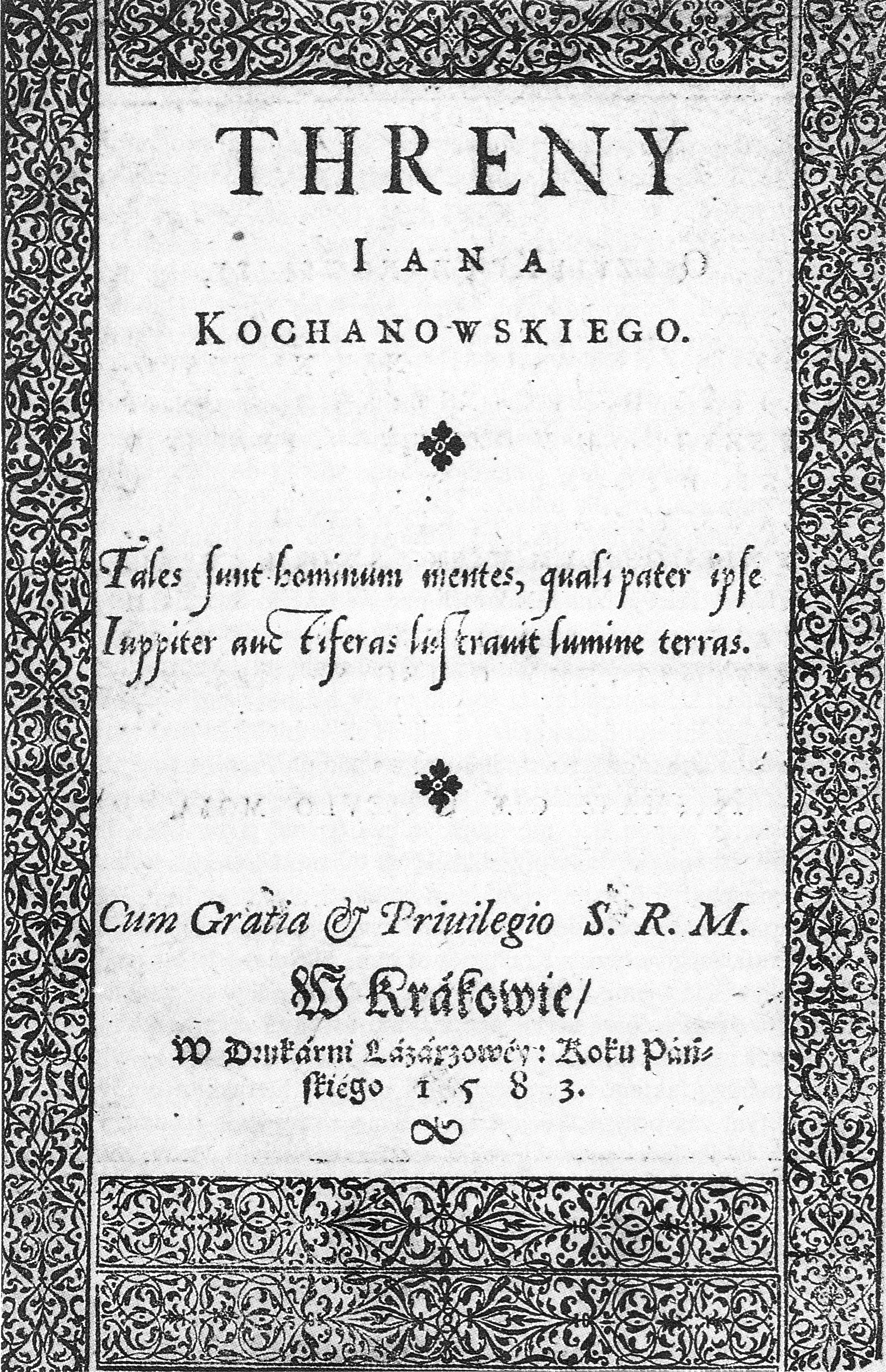
Karta tytułowa Trenów Jana Kochanowskiego z 1583 roku

Lista dzieł Jana Kochanowskiego  obejmuje kilkaset utworów, w znacznej części wierszowanych, pisanych w języku polskim i po łacinie. Poeta czarnoleski jest autorem: 301 fraszek, 49 pieśni (w tym Pieśni świętojańskiej o Sobótce, składającej się z 12 wierszy), wierszowanych tragedii Odprawa posłów greckich i niedokończonej Alcestis męża od śmierci zastąpiła, przekładu 150 psalmów (wydanych w zbiorze Psałterz Dawidowy) oraz 7 psalmów opublikowanych jako Siedm psalmów pokutnych, cyklu wzorów osobowych Wzór pań mężnych, poematu heroikomicznego Szachy, poematu satyryczno-politycznego Satyr albo Dziki mąż, licznych epicediów i epitalamiów, hodoeporikonu Jezda do Moskwy, cyklu Trenów poświęconych zmarłej córce, poematu Zuzanna i Proporzec albo hołd pruski, anegdot i facecji (Apoftegmata), listu poetyckiego Marszałek, przekładu fragmentu księgi III Iliady Homera (Monomachija Parysowa z Menelausem), traktatów Ortographia polska i O Czechu i Lechu historyja naganiona oraz prozatorskiego dialogu Wróżki.
W języku łacińskim stworzył ody (wydane w zbiorze Lyricorum libellus), liczne elegie (Elegiarum libri duo i Elegiarum libri IV – zbiory obejmujące kilkadziesiąt utworów), 123 epigramaty (wydane pod tytułem Foricoenia); jest także autorem panegiryczno-dworskiej sielanki (Dryas Zamchana polonice et latine. Pan Zamchanus latine), łacińskiego epilogu do Odprawy posłów greckich pt. Orpheus Sarmaticus oraz satyry politycznej Gallo crocitanti A’MOIBE’. Do dzisiejszych czasów zachował się jeden autograf napisany przez Kochanowskiego w języku łacińskim, jest to rękopis utworu Dryas Zamchana.... Obecnie znajduje się w zbiorach Biblioteki Narodowej, a jego zdigitalizowaną wersję można obejrzeć w Cyfrowej Bibliotece Narodowej Polona.
Znaczną część swojej twórczości Kochanowski wydał drukiem w Drukarni Łazarzowej, ale korzystał także z usług Andrzeja Piotrowczyka, Mateusza Siebeneychera, Mikołaja Szarffenbergera i Macieja Wirzbięty. Po śmierci niewydaną spuściznę literacką poety opublikował jego przyjaciel, drukarz Jan Januszowski.
Twórczość Kochanowskiego była wielokrotnie wznawiana, zarówno w zbiorach, jak i w osobnych wydaniach. W latach 1884–1897 po raz pierwszy opublikowano zbiór wszystkich zachowanych tekstów poety (Jana Kochanowskiego dzieła wszystkie, pod red. Romana Plenkiewicza).

## W języku polskim
| Zbiory utworów i utwory wydane osobno za życia Jana Kochanowskiego                                               |                                                                |                      |                                                                  |                               |                                                                                    |
| Tytuł | Data powstania                                                 | Data publikacji      | Miejsce wydania                                                  | Gatunek                       | Uwagi                                                                              |
| Epithalamium na wesele Krzysztofa Radziwiłła książęcia i księżny Katarzyny Ostrogskiej, wojewodzianki kijowskiej | 1578                                                           | 1584                 | Kraków, Drukarnia Łazarzowa                                      | epitalamium                   |                                                                                    |
| Fraszki | powst. na przestrzeni wielu lat                                | 1584                 | Kraków, Drukarnia Łazarzowa                                      | fraszki                       |                                                                                    |
| Jezda do Moskwy                                                                                                  | 1582                                                           | 1583                 | Kraków, Drukarnia Łazarzowa                                      | hodoeporikon                  |                                                                                    |
| O śmierci Jana Tarnowskiego, kasztelana krakowskiego, do syna jego, Jana Krisztofa                               |                                                                | 1561                 | Drukarnia Łazarzowa                                              | pieśń                         |                                                                                    |
| Odprawa posłów greckich                                                                                          | ok. 1566–1568                                                  | 1578                 | drukarnia Mikołaja Szarffenbergera                               | dramat                        |                                                                                    |
| Pamiątka wszytkimi cnotami hojnie obdarzonemu Janowi Baptiście hrabi na Tęczynie                                 | 1562–1563                                                      | ok. 1570             | Drukarnia Radziwiłłowska                                         | epicedium                     |                                                                                    |
| Pieśni trzy... O wzięciu Połocka, O statecznym słudze R. P., O uczciwej małżonce                                 | 1579                                                           | 1580                 | Warszawa, drukarnia Mikołaja Szarffenbergera                     | pieśń                         | Utwory zostały później włączone do zbioru Pieśni księgi dwoje                      |
| Pieśń o potopie                                                                                                  | ok. 1550 lub ok. 1557                                          | ok. 1570             | brak informacji (egzemplarze pierwszych wydań nie zachowały się) | pieśń                         | Później utwór dołączono do zbioru Pieśni księgi dwoje (pieśń I w Księgach wtórych) |
| Psałterz Dawidowy przekładania Jana Kochanowskiego                                                               |                                                                | 1579                 | Kraków, Drukarnia Łazarzowa                                      | 150 psalmów                   |                                                                                    |
| Satyr albo Dziki mąż                                                                                             | 1563                                                           | 1564                 | drukarnia Mateusza Siebeneychera                                 | poemat satyryczno-polityczny  |                                                                                    |
| Siedm psalmów pokutnych                                                                                          |                                                                | 1579                 | Drukarnia Łazarzowa                                              | psalmy                        | przekłady psalmów 6, 32, 38, 51, 102, 130, 143                                     |
| Szachy | podczas pobytu poety w Padwie lub we wczesnym okresie dworskim | pomiędzy 1562 a 1566 | drukarnia Macieja Wirzbięty                                      | poemat heroikomiczny          |                                                                                    |
| Treny | 1579–1580                                                      | 1580                 | Drukarnia Łazarzowa                                              | cykl trenów                   |                                                                                    |
| Zgoda | 1562                                                           | ok. 1564             | Drukarnia Łazarzowa                                              | utwór poetycko-publicystyczny |                                                                                    |
| Zuzanna |                                                                | 1561 lub 1562        | drukarnia Macieja Wirzbięty                                      | poemat                        | Do utworu dołączono hymn Czego chcesz od nas, Panie, za twe hojne dary.            |

### Wydania pośmiertne
Po śmierci Kochanowskiego jego przyjaciel, drukarz Jan Januszowski, opublikował zbiorowe wydanie dzieł poety, część z nich po raz pierwszy. Edycja ta nosiła tytuł Jan Kochanowski, a jej uzupełnieniem były Fragmenta albo pozostałe pisma. Zbiór wielokrotnie wznawiano w XVI i XVII wieku, zmieniając za każdym razem jego zawartość. Najstarsze wydanie ukazało się na przełomie 1585 i 1586 roku. Niektóre z dzieł poety Januszowski opublikował osobno.
| Tytuł                                       | Data powstania                      | Data wydania | Gatunek            | Wydanie                        | Uwagi |
| ------------------------------------------- | ----------------------------------- | ------------ | ------------------ | ------------------------------ | --- |
| Alcestis męża od śmierci zastąpiła          | lata 60. XVI w.                     | 1590         | fragment tragedii  | Fragmenta albo pozostałe pisma | Prolog i pierwsze wersy parodosu Alkestis Eurypidesa.                                                    |
| Apoftegmata                                 |                                     | 1590         | anegdoty i facecje | Fragmenta albo pozostałe pisma | Teksty prozatorskie.                                                                                     |
| Broda                                       |                                     | 1585/1586    |                    | Jan Kochanowski                | |
| Dziewosłąb                                  | 1569–1570                           | 1585/1586    |                    | Jan Kochanowski                | |
| Epithalamium...                             |                                     | 1585/1586    |                    | Jan Kochanowski                | Przekład Carmen nuptialis Katulla.                                                                       |
| Marszałek                                   | 1572–1574                           | 1585/1586    | list poetycki      | Jan Kochanowski                | |
| Fragment bitwy z Amuratem u Warny           |                                     | 1590         |                    | Fragmenta albo pozostałe pisma | |
| Monomachija Parysowa z Menelausem           | ok. 1577                            | 1585/1586    | część eposu        | Jan Kochanowski                | Przekład fragmentu księgi III Iliady Homera.                                                             |
| Muza                                        | ok. 1567                            | 1585/1586    | wiersz             | Jan Kochanowski                | |
| O Czechu i Lechu historyja naganiona        |                                     | 1589         | traktaty           | osobne                         | w skład zbioru wszedł traktat Iż pijaństwo jest rzecz sprosna a nieprzystojna człowiekowi, Omen          |
| Ortographia polska                          |                                     | 1592         | traktat            | osobne                         | Pierwsze wydanie w publikacji J. Ursinusa Methodicae grammaticae libri quatuor.                          |
| Phaenomena                                  | przed 1563                          | 1585/1586    |                    | Jan Kochanowski                | |
| Pieśni księgi dwoje                         | tylko niektóre pieśni można datować | 1586         | pieśń              | osobne                         | W zbiorze opublikowano po raz pierwszy Pieśń świętojańską o Sobótce., Pełny wykaz utworów – zob. poniżej |
| Proporzec albo hołd pruski                  | 1569                                | 1587         | poemat             | osobne                         | |
| Przy pogrzebie rzecz                        | 1577                                | 1590         | epitafium          | Fragmenta albo pozostałe pisma | Mowa wygłoszona podczas pogrzebu Kaspra Kochanowskiego.                                                  |
| Wtargnienie do Moskwy Krzysztofa Radziwiłła |                                     | 1617         |                    | Jan Kochanowski                | Inna redakcja tekstu Jezda do Moskwy                                                                     |
| Wykład cnoty                                |                                     | 1589/1590    |                    | Jan Kochanowski                | |
| Wróżki                                      | 1564, 1566 lub 1569                 | 1587         | prozatorski dialog | osobne                         | Do wydania dołączono Pieśń VIII z Ksiąg wtórych                                                          |
| Wzór pań mężnych                            |                                     | 1585/1586    | wzory osobowe      | Jan Kochanowski                | Sześć prozatorskich opisów kobiet, wzorowanych na opowieściach Plutarcha.                                |

### Fraszki
Kochanowski pisał fraszki przez całe życie (większa ich część powstała w okresie dworskim, reszta – w okresie czarnoleskim, a więc po 1566). Po raz pierwszy ukazały się drukiem w Drukarni Łazarzowej w 1584 roku, kiedy to poeta ostatecznie ukończył ich redakcję. Jest to więc wydanie zgodne z intencją autorską. Wkrótce po śmierci Kochanowskiego Jan Januszowski (wydawca większości jego dzieł) opublikował wznowienia fraszek, ale – jak ujawniły współczesne badania – z pewnymi zmianami. Ustalono, że w wiekach XVI i XVII funkcjonowały w obiegu trzy odmiany zbioru tych tekstów – dwie z nich nie były zgodne z wolą pisarza. Drukarz wyłączył bowiem z pierwotnego układu wierszy dziewięć fraszek, następnie jednej z nich (O księdzu) nie opublikował, a pozostałe osiem wydzielił w dodatku, któremu nadał tytuł Dobrym towarzyszom gwoli. W trzecim z kolei wariancie Fraszek także i te wydzielone fraszki nie zostały wydrukowane.
Niewielka liczba fraszek została wydana osobno, jako dodatek do innych dzieł. Fraszki Na Słownik Jana Mączyńskiego i Inny na toż zostały włączone do zbioru wierszy okolicznościowych Jana Mączyńskiego Lexicon Latino-Polonicum... (Królewiec, 1564). Natomiast do dzieł Jana Kochanowskiego O Czechu i Lechu Historyjej naganionej. Ktemu o Cnocie i O sposności pijaństwa dodano trzy fraszki pod zbiorowym tytułem O pijaństwie: Źle dopijać się przyjaciela, Pełna prze zdrowie i Przymówka chłopska. Z kolei wierszyk dedykacyjny Na herb Tarnowskich „Leliwa” opublikowano po raz pierwszy we wczesnych wydaniach Szachów. Wszystkie te teksty zostały zebrane i opublikowane pod wspólnym tytułem Fraszki dodane w Dziełach wszystkich Jana Kochanowskiego (Warszawa 1884). Znalazł się tam także utwór Nagrobek Stanisławowi Grzepskiemu (w Księdze trzeciej pod numerem 85) błędnie przypisywany Kochanowskiemu, chociaż w rzeczywistości jego autorem jest Malcher Pudłowski (również renesansowy autor fraszek).
| Fraszki księgi pierwsze | Fraszki księgi wtóre | Fraszki księgi trzecie | Fraszki dodane |
| --- | --- | --- | --- |
| 1. Do gościa 2. Na swoje księgi 3. O żywocie ludzkim 4. Z Anakreonta 5. O Hannie 6. Na hardego 7. Na starą 8. Z Anakreonta 9. Do Hanny 10. Do Pawła 11. Na utratne 12. Sen 13. Do paniej 14. Raki 15. O kocie 16. Na nieodpowiedną 17. Na pieszczone ziemiany 18. Na niesłowną 19. Do paniej 20. O chmielu 21. Na nabożną 22. Na grzebień 23. Ofiara 24. O sobie 25. Na Konrata 26. Do Mikołaja Firleja 27. O Łazickim a Barzém 28. O Jędrzeju 29. Do Jósta 30. Do Jakuba 31. Epitafijum Kosowi 32. O tymże 33. O zazdrości 34. O dobrym panie 35. O Kachnie 36. Do gościa 37. Na Barbarę 38. Do Walka 39. Epitafijum Krysztofowi Sienieńskiemu 40. Z Anakreonta 41. Na poduszkę 42. Na frasownego 43. Na stryja 44. Na Świętego Ojca 45. Do Mikołaja Mieleckiego 46. Na łakome 47. Na niesłownego 48. Do Pawełka 49. Na Matusza 50. Na posła papieskiego 51. Na pijanego 52. Na gospodarza 53. Na matematyka 54. O księdzu 55. O gospodyniej 56. Na butnego 57. Za pijanicami 58. O prałacie 59. Do Marcina 60. Na miernika 61. O chłopcu 62. O Hannie 63. Do Stanisława 64. Epitafijum Wojciechowi Kryskiemu 65. Drugie temuż 66. Na pany 67. Do gospodyniej 68. O Staszku 69. Do Kachny 70. O liście 71. Epitafijum Jędrzejowi Żelisławskiemu 72. Do Baltazera 73. Do Pawła Stępowskiego 74. O gospodyniej 75. Na hardego 76. Z Anakreonta 77. Na sokolskie mogiły 78. Do Jana 79. O doktorze Hiszpanie 80. O ślachcicu polskim 81. Epitafijum dziecięciu 82. Na młodość 83. Na starość 84. Na śmierć 85. Na frasowne 86. Na Fortunę 87. O fraszkach 88. Do Miłości 89. O śmierci 90. Na ucztę 91. Do Chmury 92. O tymże 93. Epitafijum dziecięciu 94. Do Pawła 95. Na Ślasę 96. Epitafijum Wysockiemu 97. Do paniej 98. O Miłości 99. Na kogoś 100. O fraszkach 101. O żywocie ludzkim | 1. Ku Muzom 2. Do Jadwigi 3. O rozwodzie 4. Do Pluta 5. Epitafijum Sobiechowi 6. Na lipę 7. Na wieniec 8. Na różą 9. Do paniej 10. Na łakomego 11. Do Petriła 12. Z greckiego 13. Do przyjaciela 14. Do tegoż 15. Do Stanisława Meglewskiego 16. O Koźle 17. Na Piotra 18. Do Jana 19. O kapellanie 20. O drugim 21. Ofiara 22. Do doktora 23. Do gospodarza 24. Z greckiego 25. O kaznodziei 26. Do Piotra Kłoczowskiego 27. Epitafijum Andrzejowi Bzickiemu, kastelanowi chełmskiemu 28. Tegoż małżonce 29. Do fraszek 30. Ofiara 31. Na toż 32. Z greckiego 33. Do dziewki 34. Do Jędrzeja Patrycego 35. Do doktora 36. Do Wojtka 37. Do snu 38. Z greckiego 39. Na fraszki 40. Do Wojtka 41. O proporcyjej 42. O starym 43. O gościu 44. Do fraszek 45. Do Bartosza 46. Do Anakreonta 47. Na obraz Andrzeja Patrycego 48. Na zachowanie 49. Do doktora 50. Z greckiego 51. Ofiara 52. O Łazarzowych księgach 53. Do Jędrzeja 54. Z greckiego 55. Do Jósta 56. Nagrobek Pawłowi Chmielowskiemu 57. Do Stanisława Porębskiego 58. Z greckiego 59. Do Marcina 60. Do nieznajomego 61. Do Jędrzeja 62. Do Stanisława 63. O Bekwarku 64. Do Wędy 65. O Aleksandrzech 66. Do Hanny 67. Nagrobek Mikołajowi Trzebuchowskiemu 68. Temuż 69. Do doktora Montana 70. Nagrobek opiłej babie 71. Do Wenery 72. Do dziewki 73. O rozkoszy 74. Na Historyją trojańską 75. Nagrobek Adryjanowi doktorowi 76. Do swych rymów 77. Do Anny 78. Do przyjaciela 79. Do Boginiej 80. Do Andrzeja Trzecieskiego 81. Na rym nierozmyślny 82. O Gąsce 83. Na pszczoły budziwiskie do Jego Miłości Pana Wojewody Wileńskiego 84. Do gościa 85. Do pszczół 86. Odpowiedź 87. Do doktora 88. O fraszkach 89. O nowych fraszkach 90. Z Anakreonta 91. Do Anny 92. O Pelopie 93. Nagrobek mężowi od żony 94. O Miłości 95. O Rzymie 96. Do doktora 97. Na Chmurę 98. Nagrobek Annie 99. Do Mikołaja Mieleckiego 100. Do Wojewody 101. Do Montana 102. Nagrobek Stanisławowi Zaklice z Czyżowa 103. Dorocie z Michowa żenie jego 104. Do drużby 105. Do Franciszka 106. Na most warszawski 107. Na tenże 108. Na tenże | 1. Do gór i lasów 2. Do Pana 3. Do gościa 4. Z Anakreonta 5. Z Anakreonta 6. Na lipę 7. Na lipę 8. O Mikoszu 9. O Miłości 10. Do Miłości 11. Do Miłości 12. Do Miłości 13. Do dziewki 14. Do poetów 15. Do opata 16. O kołnierzu 17. O swych rymiech 18. Do sąsiada 19. Do Reiny 20. Do Jana 21. Do kogoś 22. Na heretyki 23. Do Pawła 24. Do Stanisława Wapowskiego 25. Z greckiego 26. O Necie 27. O Hektorze 28. Do Magdaleny 29. Do fraszek 30. Do Jana 31. O miłości 32. O tejże 33. Do Miłości 34. O duszy 35. Do łask 36. Do doktora 37. Na dom w Czarnolesie 38. Do Pana 39. O fraszkach 40. Do Kachny 41. O łaziebnikach 42. Do Pawła 43. Do Wojewody 44. Do Kachny 45. Do Stanisława 46. Do Pryszki 47. Do Zofijej 48. Epitafijum Erazmowi Kroczewskiemu kuchmistrzowi 49. Nagrobek Stanisławowi Strusowi 50. Do gościa 51. Do Lubimira 52. Nagrobek kotowi 53. Epitafium Jóstowi Glacowi 54. Na zdrowie 55. Nagrobek Rózynie 56. O kapłanie 57. Nagrobek Piotrowi 58. O błaźnie 59. O Marku 60. Do Starosty 61. Do kaznodzieje 62. Do gospodarza 63. Epitafijum Grzegorzowi Podlodowskiemu staroście radomskiemu 64. Do Wacława Ostroroga 65. Małemu wielkiej nadzieje Radziwiłłowi 66. Nagrobek Jej Mości Paniej Wojewodzinej Lubelskiej 67. Drugi 68. Na śklenicę 69. Do Jadama Konarskiego biskupa poznańskiego 70. O koźle 71. Nagrobek Hannie Spinkowej od męża 72. Modlitwa o deszcz 73. Do Mikołaja Firleja 74. Do Starosty muszyńskiego 75. Nagrobek koniowi 76. Człowiek Boże igrzysko 77. Do Mikołaja Wolskiego 78. Gadka 79. Nagrobek Gąsce 80. Temuż 81. O mądrości 82. Do dziewki 83. Nagrobek dwiema braciej 84. Na słup kamienny 85. Marcinowa powieść 86. O flisie | 1. Na herb Tarnowskich „Leliwa” 2. Na Słownik Jana Mączyńskiego 3. Inny na toż - O pijaństwie: 1. Źle dopijać się przyjaciela 2. Pełna prze zdrowie 3. Przymówka chłopska |

### Pieśni

#### Pieśni księgi dwoje
| Pieśni księgi pierwsze | Pieśni księgi pierwsze                             | Pieśni księgi pierwsze |             | Pieśni księgi wtóre                             | Pieśni księgi wtóre                | Pieśni księgi wtóre |
| Numer pieśni           | Incipit                                            | Uwagi                  |             | Numer pieśni                                    | Incipit                            | Uwagi               |
| Pieśń I                | Byś wszystko złoto posiadł, które, powiadają       |                        | Pieśń I     | Przeciwne chmury słońce nam zakryły             | Także: Pieśń o potopie             |                     |
| Pieśń II               | Serce roście, patrząc na te czasy                  |                        | Pieśń II    | Nie dbam, aby zimne skały                       |                                    |                     |
| Pieśń III              | Dzbanie mój pisany                                 |                        | Pieśń III   | Nie wierz Fortunie, co siedzisz wysoko          |                                    |                     |
| Pieśń IV               | Złota to strzała i krom wszego jadu była           |                        | Pieśń IV    | W twardej kamiennej wieży i za troistymi        |                                    |                     |
| Pieśń V                | Kto ma swego chleba                                |                        | Pieśń V     | Wieczna sromota i nienagrodzona                 | Także: Pieśń o spustoszeniu Podola |                     |
| Pieśń VI               | Acz mię twa droga, miła, bardzo boli               |                        | Pieśń VI    | Królewno lutnie złotej i rymów pociesznych      |                                    |                     |
| Pieśń VII              | Trudna rada w twej mierze, przyjdzie sie rozjechać |                        | Pieśń VII   | Słońce pali, a ziemia idzie w popiół prawie     |                                    |                     |
| Pieśń VIII             | Gdzieśkolwiek jest, Boże-ć pośli dobrą godzinę     |                        | Pieśń VIII  | Nie frasuj sobie, Mikołaju, głowy               |                                    |                     |
| Pieśń IX               | Chcemy sobie być radzi                             |                        | Pieśń IX    | Nie porzucaj nadzieje                           |                                    |                     |
| Pieśń X                | Kto mi dał skrzydła, kto mię odział pióry          |                        | Pieśń X     | Może kto ręką sławy dostać w boju               |                                    |                     |
| Pieśń XI               | Stronisz przede mną, Neto nietykana                |                        | Pieśń XI    | Stateczny umysł pamiętaj zachować               |                                    |                     |
| Pieśń XII              | Muszę wyznać, bo sie już nie masz na co chować     |                        | Pieśń XII   | Nie masz, i po drugi raz nie masz wątpliwości   |                                    |                     |
| Pieśń XIII             | O piękna nocy nad zwyczaj tych czasów              |                        | Pieśń XIII  | Panu dzięki oddawajmy                           |                                    |                     |
| Pieśń XIV              | Patrzaj, jako śnieg po górach sie bieli            |                        | Pieśń XIV   | Wy, którzy pospolitą rzeczą władacie            |                                    |                     |
| Pieśń XV               | Nie za staraniem ani prze mą sprawę                |                        | Pieśń XV    | Nie zawżdy Apollo strzela                       |                                    |                     |
| Pieśń XVI              | Królom moc na poddane i zwierzchność dana          |                        | Pieśń XVI   | Nic po tych zbytnich potrawach; nic po tym      |                                    |                     |
| Pieśń XVII             | Słońce już padło, ciemna noc nadchodzi             |                        | Pieśń XVII  | Nie godzien tego ten świat zawikłany            |                                    |                     |
| Pieśń XVIII            | Czołem za cześć, łaskawy mój panie sąsiedzie       |                        | Pieśń XVIII | Ucieszna lutni, w której słodkie strony         |                                    |                     |
| Pieśń XIX              | Żal mi cię, niebogo                                |                        | Pieśń XIX   | Jest kto, co by wzgardziwszy te doczesne rzeczy |                                    |                     |
| Pieśń XX               | Miło szaleć, kiedy czas po temu                    |                        | Pieśń XX    | Jaką, rozumiesz, zazdrość zjednałeś sobie       |                                    |                     |
| Pieśń XXI              | Ty śpisz, a ja sam na dworze                       |                        | Pieśń XXI   | Srogie łańcuchy na swym sercu czuję             |                                    |                     |
| Pieśń XXII             | Rozumie mój, prózno sie masz frasować              |                        | Pieśń XXII  | Proszę, jeśli sie z tobą co śpiewało            |                                    |                     |
| Pieśń XXIII            | Nieźle czasem zamilczeć, co człowieka boli         |                        | Pieśń XXIII | Nie zawżdy, piękna Zofija                       |                                    |                     |
| Pieśń XXIV             | Zegar, słyszę, wybija                              |                        | Pieśń XXIV  | Niezwykłym i nieleda piórem opatrzony           |                                    |                     |
| Pieśń XXV              | Użałuj sie, kto dobry, a potłucz zawiasy           |                        |             |                                                 |                                    |                     |

| Pieśń świętojańska o Sobótce |                             |                                |            |                                  |                               |          |
| Część                        | Incipit                     | Tematyka                       |            | Część                            | Incipit                       | Tematyka |
| Panna I                      | Siostry, ogień napalono     | świętowanie po wykonanej pracy | Panna VII  | Prózno cię patrzam w tym kole    | zanegowanie myślistwa         |          |
| Panna II                     | To moja nawiętsza wiada     | pochwała tańca                 | Panna VIII | Pracowite woły moje              | tematyka pasterska            |          |
| Panna III                    | Za mną, za mną, piękne koło | pochwała tańca                 | Panna IX   | Ja śpiewam, a żal zakryty        | mit o Filomeli                |          |
| Panna IV                     | Komum ja kwiateczki rwała   | pieśń miłosna                  | Panna X    | Owa u ciebie, mój miły           | zanegowanie wojny             |          |
| Panna V                      | Zwierzę-ć sie, gromado moja | pieśń miłosna                  | Panna XI   | Skrzypku, by w tej pięknej rocie | pochwała Doroty Podlodowskiej |          |
| Panna VI                     | Gorące dni nastawają        | mit arkadyjski                 | Panna XII  | Wsi spokojna, wsi wesoła         | mit arkadyjski                |          |

#### Pieśni kilka
Zbiór Pieśni kilka został opublikowany w 1590 r. przez Jana Januszowskiego (Kraków, Drukarnia Łazarzowa) po śmierci poety  jako wyodrębniony cykl tomu Fragmenta albo pozostałe pisma. Składał się z 11 pieśni wcześniej niewydanych. We Fragmentach znalazły się także dwie dodatkowe pieśni: Kolęda i Pieśń żałobna, jednak umieszczono je wyraźnie poza cyklem Pieśni kilka.
| Numer pieśni | Incipit                                         | Uwagi |            | Numer pieśni                                | Incipit                                                             | Uwagi |
| ------------ | ----------------------------------------------- | ----- | ---------- | ------------------------------------------- | ------------------------------------------------------------------- | ----- |
| Pieśń I      | Pewien-em tego, a nic sie nie mylę              |       | Pieśń VII  | Bodaj ci złe dni! Nie chcesz mię miłować    |                                                                     |       |
| Pieśń II     | Nie ma świat nic trwałego, a to bardzo k'rzeczy |       | Pieśń VIII | Kiedy sie rane zapalają zorza               |                                                                     |       |
| Pieśń III    | Oko śmiertelne Boga nie widziało                |       | Pieśń IX   | Kto mi wiary dać nie chce, daj ją oku swemu |                                                                     |       |
| Pieśń IV     | Kiedy by kogo Bóg był swymi słowy               |       | Pieśń X    | Juno, porzuć swój gniew długi               | erotyk z akrostychem imienia siostry dworzanina Wojciecha Kryskiego |       |
| Pieśń V      | Panie, jako barzo błądzą                        |       | Pieśń XI   | Prózna twa chluba, nie kochaj sie w sobie   |                                                                     |       |
| Pieśń VI     | Co by ty, urodziwa Hanno, na to dała            |       |            |                                             |                                                                     |       |

## W języku łacińskim
| Tytuł | Data powstania                                       | Data publikacji        | Miejsce wydania                              | Gatunek                        | Uwagi |
| --- | ---------------------------------------------------- | ---------------------- | -------------------------------------------- | ------------------------------ | --- |
| Ad Stephanum Bathorrheum, regem Poloniae inclytum Moscho debellato et Livonia recuperata, epinicion | po 1582                                              | 1583                   | Drukarnia Łazarzowa                          |                                | |
| Andreae Patricio |                                                      | 1612                   | Kraków, oficyna Andrzeja Piotrkowczyka       |                                | Pierwsze wydanie we wznowieniu pośmiertnego zbioru Lyricorum libellus.                                    |
| De expugnatione Polottei ode | 1579                                                 | 1580                   | drukarnia Mikołaja Szarffenbergera           | oda                            | W 1580 włączono w zbiór Lyricorum libellus.                                                               |
| Dryas Zamchana polonice et latine. Pan Zamchanus latine | 1578                                                 | 1578                   | Lwów, drukarnia M. Szarffenbergera           | panegiryczno-dworskie sielanki | |
| Elegiarum libri IV, eiusdem Foricoenia sive Epigrammatum libellus | różne okresy życia poety                             | 1584                   | Kraków, Drukarnia Łazarzowa                  | elegii i epigramaty            | Do zbioru dołączono inny zbiór – Foricoenia                                                               |
| Epitaphium Cretcovii | 1558                                                 | 1560 (wydanie drukiem) | –                                            | epitafium                      | Napis na nagrobku Erazma Kretkowskiego w Padwie, w 1584 tekst włączony do zbioru Foricoenia.              |
| Epitaphium Doralices |                                                      | 1612                   | oficyna Andrzeja Piotrkowczyka               | epitafium                      | Pierwsze wydanie we wznowieniu pośmiertnego zbioru Lyricorum libellus.                                    |
| Gallo crocitanti A’MOIBE’ | po 1576                                              | 1612                   | Kraków, oficyna Andrzeja Piotrkowczyka       |                                | Pierwsze wydanie we wznowieniu pośmiertnego zbioru Lyricorum libellus.                                    |
| In Nuptias illustrium Joan. de Zamoscio, R. P. cancellarii et exercituum praefecti, ac Griseldis Bathorrheae Christophori Transilvaniae princips et serenis. Stephani Poloniae regis fratris, filiae, epithalamion |                                                      | 1583                   | Kraków, Drukarnia Łazarzowa                  | epitalamium                    | |
| Lyricorum libellus | Utwory powstałe na przestrzeni kilkunastu lat.       | 1580                   | Kraków, Drukarnia Łazarzowa                  | ody                            | |
| M. T. Ciceronis Aratus ad Graecum exemplar expensus & locis mancis restitutus | podczas pobytu poety w Padwie lub w okresie dworskim | 1579                   | drukarnia Andrzeja Piotrkowczyka             |                                | przeróbka poematu dydaktycznego Fainomena i Diosemeia Aratusa, znanego z łacińskiego przekładu Cycerona.  |
| Orpheus Sarmaticus | 1577                                                 | 1578                   | Warszawa, drukarnia Mikołaja Szarffenbergera | epilog Odprawy posłów greckich | Utwór, wygłoszony po prapremierze Odprawy posłów greckich, został dołączony do pierwszego wydania dramatu |

### Lyricorum libellus
| Tytuł                                                | Incipit                                  | Uwagi |                                  | Tytuł                                              | Incipit                                                                              | Uwagi |
| ---------------------------------------------------- | ---------------------------------------- | --- | -------------------------------- | -------------------------------------------------- | ------------------------------------------------------------------------------------ | ----- |
| Ode I Ad Henricum Valesium regem in Galliis morantem | Quis casus obstat?...                    | Powstała w 1573 r. z okazji wyboru Henryka Walezego na króla Polski; później została włączona do zbioru Foricoenia. | Ode VII Ad Lycen                 | Dum fortuna tibi prosperior, dum placidus, Lyce... | W odróżnieniu od innych ód włączonych do zbioru ten wiersz nie ma podziału na strofy |       |
| Ode II In deos falsos                                | Aetas prisca virum divitas Jovem...      | Powstała najprawdopodobniej w latach 60. lub 70. XVI w.                                                             | Ode VIII Ad Andream Patricium    | Quae Siren adeo blanda, canorve ita...             | Skierowana do Andrzeja Nideckiego                                                    |       |
| Ode III In conventu Stesicensi                       | Qua vorticosus Vistuleis Veper...        | Powstała z okazji zjazdu w Stężycy (zob. elekcja 1575).                                                             | Ode IX Ad Venerem                | Te precor, magni soboles tonantis...               | Parafraza greckiego utworu Safony.                                                   |       |
| Ode IIII Ad Concordiam                               | Diva, quae coetus hominum et calentes... | Również powstała z okazji zjazdu w Stężycy.                                                                         | Ode X In villam Pranmicanam      | O Villa celsis aemula turribus...                  | Treść ody świadczy o odwiedzinach u biskupa Piotra Myszkowskiego                     |       |
| Ode V Ad Nicolaum Firleum                            | Firleu, iam rapido sole calet leo...     | Skierowana do przyjaciela poety, Mikołaja Firleja.                                                                  | Ode XI In equum                  | Quadrupedum pudor et Seiani infausta caballi...    | Oda powstała na cześć konia.                                                         |       |
| Ode VI In conventu Varsaviensi                       | Musarum etr clarii cultor Apollinis...   | | Ode XII De expugnatione Polottei | Solers canendi, Melpomene...                       | Oda wydana także osobno w 1580 roku w drukarni Mikołaja Szarffenbergera              |       |

### Elegie
| Incipit                                                  | Pozycja w Elegiarum libri duo | Pozycja w Elegiarum libri IV | Uwagi                                        |
| -------------------------------------------------------- | ----------------------------- | ---------------------------- | -------------------------------------------- |
| Non me, si modo sum, Musae fecere poëtam...              | Liber primus – Elegia I       | Liber I – Elegia I           |                                              |
| Haec responsa tibi Clario...                             | Liber primus – Elegia II      | Liber I – Elegia II          |                                              |
| Quo fugis, Andrea? summas Amor improbus Alpes...         | Liber primus – Elegia III     | Liber I – Elegia IIII        |                                              |
| Nolim, te pudeat, nostris si quando libellis...          | Liber primus – Elegia IIII    | Liber I – Elegia V           |                                              |
| Solve caput galea, clipeum depone, Meleti...             | Liber primus – Elegia V       | Liber I – Elegia VII         |                                              |
| Ne me, quaeso, tuis occidas, vita, querellis...          | Liber primus – Elegia VI      | Liber I – Elegia XI          |                                              |
| Aurae, quae caleo spiratis dulce sereno...               | Liber primus – Elegia VII     | Liber I – Elegia IX          |                                              |
| Non ego caelestes animos...                              | Liber primus – Elegia VIII    | Liber III – Elegia II        | Adresatem elegii był Piotr Myszkowski.       |
| Quod flevisse meos dicis te, Lydia, casus...             | Liber primus – Elegia IX      | –                            |                                              |
| Donec relligo neglectaque templa iacebunt...             | Liber primus – Elegia X       | –                            |                                              |
| Quartus, ni fallor, Tecini, hic vertitur annus...        | Liber secundus – Elegia I     | Liber III – Elegia IIII      | Adresatem elegii był Jan Baptysta Tęczyński. |
| Da nunc serta, puer, da nunc unguenta capillis...        | Liber secundus – Elegia II    | Liber II – Elegia VII        |                                              |
| Urbs invisa vale...                                      | Liber secundus – Elegia III   | Liber I – Elegia XIII        |                                              |
| Sidera in Oceanum properant, fugit ignea Phoebe...       | Liber secundus – Elegia IIII  | Liber I – Elegia X           |                                              |
| Haec, Torquate, tibi mittit mandata Lycoris...           | Liber secundus – Elegia V     | –                            |                                              |
| Bacche, tuus vates tibi supplicat...                     | Liber secundus – Elegia VII   | Liber II – Elegia II         |                                              |
| Non ita solliciti sulcant Neptunia nautae...             | Liber secundus – Elegia VII   | Liber II – Elegia V          |                                              |
| Infaustus fuit ille dies, quo, Lydia, primum...          | Liber secundus – Elegia VIII  | Liber II – Elegia VI         |                                              |
| Cura pii vates divum sumus: aurea visa est...            | Liber secundus – Elegia IX    | Liber II – Elegia IIII       |                                              |
| Parce queri fastum durae...                              | Liber secundus – Elegia X     | Liber II – Elegia IX         |                                              |
| Nil mihi sit tecum. Venus, ampilus!...                   | Liber secundus – Elegia XI    | Liber II – Elegia XI         |                                              |
| Hoc Dodonaeas tibi dicere crede columbas...              | –                             | Liber I – Elegia II          |                                              |
| Nondum tanta meum subiit sapientia pectus...             | –                             | Liber I – Elegia III         |                                              |
| Tu tamen, heu misera frustra obtestante puella...        | –                             | Liber I – Elegia IIII        |                                              |
| Nemo meo certet, quantimvis Croesus, amori...            | –                             | Liber I – Elegia VI          |                                              |
| Quid causae esse putem...                                | –                             | Liber I – Elegia VIII        |                                              |
| Nullo operae pretio lapsum revocatis...                  | –                             | Liber I – Elegia XII         |                                              |
| Quod celas, nullique tuum concredis amorem...            | –                             | Liber I – Elegia XIIII       |                                              |
| Nunc age, quo pacto bellatrix Vanda Polonis...           | –                             | Liber I – Elegia XV          |                                              |
| Nil tam enixe unquam...                                  | –                             | Liber II – Elegia I          |                                              |
| Quid me tam variis torques...                            | –                             | Liber II – Elegia III        |                                              |
| Sparge, puer, violas et stactae profer odores...         | –                             | Liber II – Elegia VII        |                                              |
| Pyrrhae progenies, naturae inimica, puellae...           | –                             | Liber II – Elegia VIII       |                                              |
| Quid deploratae produco tempora vitae...                 | –                             | Liber II – Elegia X          |                                              |
| Ab Jove Maeonides mitti quoque somnia dixit...           | –                             | Liber II – Elegia XI         |                                              |
| Rursus ad arma redis pharetrati mater Amoris...          | –                             | Liber III – Elegia I         |                                              |
| Ullane mi est oritura dies tam candida...                | –                             | Liber III – Elegia III       |                                              |
| Ex, Helicone tibi florentem apporto coronam...           | –                             | Liber III – Elegia V         |                                              |
| Quam, mea vita, diu questus iterabis amaros?...          | –                             | Liber III – Elegia VI        |                                              |
| Quantum, Ossolini, tibi debeo...                         | –                             | Liber III – Elegia VII       |                                              |
| Tam longe distas a nostris, Carole, terris...            | –                             | Liber III – Elegia VIII      |                                              |
| An tu me cor habere putas, qui bella paranti...          | –                             | Liber III – Elegia IX        |                                              |
| Inter tot, Myscovi, equitum peditumque catervas...       | –                             | Liber III – Elegia X         |                                              |
| Urbis amatori si nostra Thaleia videtur...               | –                             | Liber III – Elegia XI        |                                              |
| Ecquid ut ignotas abii diversus in oras...               | –                             | Liber III – Elegia XII       |                                              |
| Musa, relinquamus ripas Anienis amoenas...               | –                             | Liber III – Elegia XIII      |                                              |
| Bella instant, Patrici, num nos quoque bella sequemur... | –                             | Liber III – Elegia XIIII     |                                              |
| Patria rura colo...                                      | –                             | Liber III – Elegia XV        |                                              |
| Nuntius advenio vobis audite puellae...                  | –                             | Liber III – Elegia XVI       |                                              |
| Haec mihi barbatum memini dictare magistrum...           | –                             | Liber III – Elegia XVII      |                                              |
| Paulus nubiferas transmittere cogitat Alpes...           | –                             | Liber IV – Elegia I          |                                              |
| Non ego te lacrimis, Tarnovi, prosequar ullis...         | –                             | Liber IV – Elegia II         |                                              |
| Quae vaga curricula, o Firleu, quaeve ampla theatra...   | –                             | Liber IV – Elegia III        |                                              |

### Foricoenia
| Lp.  | Tytuł                                          | Incipit                                                   | Uwagi                                                                                        |
| ---- | ---------------------------------------------- | --------------------------------------------------------- | -------------------------------------------------------------------------------------------- |
| 1.   | Ad Petrum Myscovium                            | Qui coenare domi Musas adeoque poetam...                  |                                                                                              |
| 2.   | Votum                                          | Non aurum optavi, neque clausas moenibus urbes...         |                                                                                              |
| 3.   | Ad Sodales                                     | Hic, o amici...                                           |                                                                                              |
| 4.   | De Neaera                                      | Thebana bella tu quidem...                                |                                                                                              |
| 5.   | In puellas Venetas                             | Quotquot in Adriacis fuerunt Nereides undis...            |                                                                                              |
| 6.   | In tumulum Franciscae Petrarchae               | Si memor ipse sui est animus post funera...               |                                                                                              |
| 7.   | De scriptis eiusdem                            | Immatura tuae dum defles funera Laurae...                 |                                                                                              |
| 8.   | Ad Callistratum                                | Dives amasti olim, sed inops, Callistrate, factus...      |                                                                                              |
| 9.   | In imaginem Mariani                            | Exigua haec, Mariane, tuis solatia amicis...              |                                                                                              |
| 10.  | Ad Andream Patricium                           | Nemo est, quem cupiam magis videre...                     |                                                                                              |
| 11.  | Ad Venerem                                     | Vir tuus, Anchises, quem propter saepe solebas...         |                                                                                              |
| 12.  | In convivium                                   | Quae nunc dicuntur convivia, conbibia olim...             |                                                                                              |
| 13.  | In Bacuarum Cytharaedum                        | Orpheus in sylvis, in aquis moduletur Arion...            |                                                                                              |
| 14.  | De Anna                                        | Illud nomen amo, quod seu legisse Latino...               |                                                                                              |
| 15.  | In Bacchum                                     | Laeti merum bibamus...                                    |                                                                                              |
| 16.  | In Milanionem                                  | Milanion ego sum, teneram quem ferre puellam...           |                                                                                              |
| 17.  | De spectaculis divini Marci                    | Exhibiturus erat divus spectacula Marcus...               |                                                                                              |
| 18.  | Epithaphium Nicolai Firlei                     | Haec te urna exanimem servat, fortissime Firleu...        |                                                                                              |
| 19.  | In Amorem dormientem                           | Dormis, mortales curis insomnibus angens...               |                                                                                              |
| 20.  | Ad Ibycum                                      | Si coenitare vis poetas, et crebro                        |                                                                                              |
| 21.  | Ad Lucinam                                     | Iuno Lucina, aut si mavis, Ilithyia...                    |                                                                                              |
| 22.  | Ad Corinnam                                    | Aureus hymber ego latitantem nolo puellam...              |                                                                                              |
| 23.  | Epithaphium Nobilis Cretcovii                  | Hic te, Cretcovi, mors et tua fata manebant...            | Napis na nagrobku Erazma Kretkowskiego w Padwie. W 1584 tekst włączony do zbioru Foricoenia. |
| 24.  | Ad Faustum                                     | Morbus amor gravis est: ego quamvis non amo, Fauste...    |                                                                                              |
| 25.  | In Cypassim                                    | Solam invitavi, tu hircis comitata duobus...              |                                                                                              |
| 26.  | In imaginem Andreae Duditii                    | Quis te, Duditi, novus hic expressit Apelles?...          |                                                                                              |
| 27.  | Ad Petrum                                      | Qui tribulos tantum agricolae lappasque priori...         |                                                                                              |
| 28.  | De Neaera                                      | Acria cum dura fuerant mihi bella Neaera...               |                                                                                              |
| 29.  | Ad Tomam                                       | Quod potis in nostro, quod sit mage carmine, Toma...      |                                                                                              |
| 30.  | In Hederam                                     | O hedera, obliqua vitem complexa choraea...               |                                                                                              |
| 31.  | De Lyco                                        | Formosam Chionem, denos nisi solveret aureos...           |                                                                                              |
| 32.  | Ad Fabullum                                    | Tarde procedunt foricoenia nostra, Fabulle...             |                                                                                              |
| 33.  | Ad Petrum Royzium                              | Ultima te produxit Iberia, docte Royzi...                 |                                                                                              |
| 34.  | Epithaphium Andreae Selislavii                 | Hunc Selislavio tumulum posuere sodales...                |                                                                                              |
| 35.  | In imaginem suam                               | Talis eram, cum me lento torqueret amore...               |                                                                                              |
| 36.  | Ad Nobilis Firleum                             | Redditus es nobis tandem, optatissime Firleu...           |                                                                                              |
| 37.  | In victoriam Nicophontis                       | Tauri profunda colla, humerosque ferreos...               |                                                                                              |
| 38.  | Ad Philippum Padnevium                         | Cum pax vigeret aurea...                                  |                                                                                              |
| 39.  | Epitaphium Nicolai Cerasini                    | Hoc te marmor habet cultorem iuris et aequi...            |                                                                                              |
| 40.  | In imaginem Andreae Patrici                    | Ut faciem haec pictura tuam, Patrici, oraque reddit...    |                                                                                              |
| 41.  | In Divitem Superbua                            | Multa potest etiam praeter spem vertere daemon...         |                                                                                              |
| 42.  | Confessio                                      | Tempus adest, omnes sua cum delicta fatentur...           |                                                                                              |
| 43.  | In natalem regium                              | Hic te, Auguste, dies materna excepit ab alvo...          |                                                                                              |
| 44.  | Ad Nicolaum Radivilum                          | Longum examen apum fugiens alvearia nota...               |                                                                                              |
| 45.  | Ad eundem                                      | Graecia sopiti dum nectar in ore Periclis...              |                                                                                              |
| 46.  | Ad Aurelium                                    | Seu tu Miscovii ad mensam conviva recumbis...             |                                                                                              |
| 47.  | In coronam                                     | Marcuit heu, subito mea florens illa corona...            |                                                                                              |
| 48.  | Epitaphium Stenelai                            | Inter mille neces et mille pericula Martis...             |                                                                                              |
| 49.  | Ad Iacobum Gorscium                            | Huc etiam, campos qua prospicit Ilsa feraces...           |                                                                                              |
| 50.  | Ad Pholoen                                     | Ad vitam revocata Venus Titane perempto                   |                                                                                              |
| 51.  | In Posthumum                                   | Hoc pergraecari est, inquis, cum, Postume, potas...       |                                                                                              |
| 52.  | Ad Episcopum Cracoviensem                      | Nec tibi ego usui eques, nec sum pedes, unice praesul...  |                                                                                              |
| 53.  | Ad Petrum Royzium                              | Quae haec est invidia, o Phoebo dilecte Royzi...          |                                                                                              |
| 54.  | Ad Sulpitium                                   | Quid persequi est necesse tot laudes tuas?...             |                                                                                              |
| 55.  | Ad Diodorum                                    | Dormis, o Diodore, atqui scyphus ipse vocat te...         |                                                                                              |
| 56.  | Ad Ibycum                                      | Heri (nisi illud somnium...                               |                                                                                              |
| 57.  | Ad Musas                                       | Vester ego, o vester, nemorosi Heliconis alumnae...       |                                                                                              |
| 58.  | In Amorem                                      | Me igni, me nivibus, me si ipso fulmine mavis...          |                                                                                              |
| 59.  | Epithaphium Tomae                              | Hic, Toma infelix, post ultima fata quiescis...           |                                                                                              |
| 60.  | In Culicem                                     | Quid mihi, parve culex, immiti saucio amore...            |                                                                                              |
| 61.  | Ad Aulum                                       | Tollis in astra meos versus...                            |                                                                                              |
| 62.  | In imaginem Francisci Maslovii                 | Exiguam, Francisce, tui suavissime partem...              |                                                                                              |
| 63.  | Ad Andream Duditium                            | Quod superos nunquam coelestia templa colentes...         |                                                                                              |
| 64.  | Ad Lectorem                                    | Si quid in hoc, lector, deprendes forte libello...        |                                                                                              |
| 65.  | Ad Lesbiam                                     | Quo pater affectu natos dulcesque propinquos...           |                                                                                              |
| 66.  | Epitaphium Maronidis                           | Vini pernicies iacet hic annosa Maronis...                |                                                                                              |
| 67.  | Ad Naevolum                                    | Scribere me semper foricoenia, Naevole, cogis...          |                                                                                              |
| 68.  | Ad Bucananum                                   | Solvisti cura et longo...                                 |                                                                                              |
| 69.  | Ad Torquatum                                   | Tun' hilares inter solus, Torquate, recumbes...           |                                                                                              |
| 70.  | De Philenide                                   | Petrarcam vates Nasica Philenide coram...                 |                                                                                              |
| 71.  | Ad Gallam                                      | Dum Dum regnat Bacchus Baccho dum pulchra Dione...        |                                                                                              |
| 72.  | In villam Dąbrowitam                           | Marmoreum superans limen, genium loci adora...            |                                                                                              |
| 73.  | Epitaphium Erasmi Crocevii                     | Crocevi, ne desperes, circumdatus atra...                 |                                                                                              |
| 74.  | Ad Heliodorum                                  | Heliodore, fides esset si incerta palati...               |                                                                                              |
| 75.  | Ad Petrum Royzium                              | Spica datur Cereri, pulchro datur uva Lyaeo...            |                                                                                              |
| 76.  | Ad Nicolaum Firleum                            | Ad coenam invites me, Firleu, deinde sopori...            |                                                                                              |
| 77.  | In Venerem natantem                            | Hic age dilectam tibi contemplare Cytheram...             |                                                                                              |
| 78.  | Ad Petrum                                      | Nugae profecto sunt merae...                              |                                                                                              |
| 79.  | Ad Stanislaum Fogelvedrium                     | Hoc unum cures, quo pacto transigere aevum...             |                                                                                              |
| 80.  | Oraculum                                       | Jane, sacerdotem Musarum te esse memento...               |                                                                                              |
| 81.  | Equi Glinconis Epitaphium                      | Hoc tibi ephippion, has phaleras, pulcherrime Glincon...  |                                                                                              |
| 82.  | Ad Petrum Myscovium                            | Non solum in nudis scribam tua nomina chartis...          |                                                                                              |
| 83.  | De Philaenide                                  | Dira lues calicum morbo correpta Philaenis...             |                                                                                              |
| 84.  | In pontem Varsoviensem                         | Non ego ferre Scytham dominum...                          |                                                                                              |
| 85.  | Ad Albertum Lascum                             | Lasce, parum lautos non dedignate penates...              |                                                                                              |
| 86.  | Ad Vectium                                     | Quis te invitavit, Vecti? Venio umbra Philippi...         |                                                                                              |
| 87.  | Epitaphium nautae                              | Nautae sum tumulus: tu lintea tende...                    |                                                                                              |
| 88.  | Ad Laberium                                    | Nil nisi quod verum est, Laberi, loquor, omnia Calchas... |                                                                                              |
| 89.  | Ad Lucam Gornicium                             | Gornicio veniente meo, lyra pollice nullo...              |                                                                                              |
| 90.  | Epitaphium Nicetae                             | Quid me fluctivago sepelitis litore nautam...             |                                                                                              |
| 91.  | Ad Andream Tricesium                           | Aurea, Tricesi, tua carmina divitiores...                 |                                                                                              |
| 92.  | Gryphus                                        | Femina natura est, gremio sua pignora servat...           |                                                                                              |
| 93.  | Gryphus                                        | Mortalis non est, immortalis quoque non est...            |                                                                                              |
| 94.  | Gryphus                                        | Quidquid alit tellus, quidquid vastum educat aequor...    |                                                                                              |
| 95.  | Gryphus                                        | Domi latentem dum paramus hospitem...                     |                                                                                              |
| 96.  | Gryphus                                        | Et hanc mihi, Aule, frange, si potes nucem...             |                                                                                              |
| 97.  | Epitaphium Phil. Padnevii                      | Egregia in patriam merita spectataque virtus...           |                                                                                              |
| 98.  | Aliud                                          | Padnevi, urna tuo satis haec pro corpore...               |                                                                                              |
| 99.  | Ad Urbicum                                     | Urbice, vive tibi, tibi ducunt stamina Parcae...          |                                                                                              |
| 100. | In Aquilam                                     | Augurii mater, volucrum regina vagarum...                 |                                                                                              |
| 101. | Ad Henricum Valesium Regem Cracoviam venientem | Urbs effusa omnis dum te...                               |                                                                                              |
| 102. | Ad Petrum Costecam                             | Dum sinis affari nec adhuc mihi episcopus audis...        |                                                                                              |
| 103. | Ad Ioannem Firleum                             | Hos ego versiculos feci, sed sub Iove, Fifleu...          |                                                                                              |
| 104. | Ad Attalum                                     | Si cervi aetatem cornicisve, Attale, vivis...             |                                                                                              |
| 105. | Ad Crocalim                                    | Dulces sunt ficus, pira dulcia, dulcia poma...            |                                                                                              |
| 106. | Ad Nicolaum Gelasinum                          | Unus pro sociis, Gelasine, videris amare...               |                                                                                              |
| 107. | Epitaphium J. Grebsii                          | Graecum te, an dicam, Grebsi facunde, Latinum...          |                                                                                              |
| 108. | In Linum                                       | Non quod sis meritus, frustra, vanissime, turges...       |                                                                                              |
| 109. | In Homerum                                     | Atra prius coelum exstinguet, prius ordine rerum...       |                                                                                              |
| 110. | In Laërtem                                     | Saxa domat tempus, neque ferro parcere novit...           |                                                                                              |
| 111. | Ad Jovem pro bove                              | Ipse tuam supplex astans bos mugit ad aram...             |                                                                                              |
| 112. | Ad Adrianum                                    | Quid condicta sit, Adriane, coena...                      |                                                                                              |
| 113. | In lagenam                                     | Potorum in rixa fracta es, Pisaea lagena...               |                                                                                              |
| 114. | De Lycophrone medico                           | Iliados medicus legeret cum forte Lycophron...            |                                                                                              |
| 115. | Stan. Hosii Cardinalis Manibus                 | Si fas cuiquam esset vitare Acherusia templa...           |                                                                                              |
| 116. | Sententia Epicuri                              | Quod est beatum sempiternumque...                         |                                                                                              |
| 117. | In Hermogene                                   | Bubo mortiferum carmen canit...                           |                                                                                              |
| 118. | Epitaphium Pynthagorae                         | Salve, o Pynthagora...                                    |                                                                                              |
| 119. | In columnam                                    | Non Niobe amissis hic adsto saxea natis...                |                                                                                              |
| 120. | In eandem                                      | Omnia producit tellus rursumque recondit...               |                                                                                              |
| 121. | In Caesarem                                    | Iam regale potens gestat diadema Bathorreus...            |                                                                                              |
| 122. | Ad Andream Patricium                           | Coenabo Patrici diserte, apud te...                       |                                                                                              |
| 123. | In Stanislaum Socolovium                       | Corpore non magno est Socolovius, at loquitur sic...      |                                                                                              |